# 前759年
| 千纪： | 前1千纪 |
| 世纪： | 前9世纪 \| 前8世纪 \| 前7世纪 |
| 年代： | 前780年代 \| 前770年代 \| 前760年代 \| 前750年代 \| 前740年代 \| 前730年代 \| 前720年代 |
| 年份： | 前764年 \| 前763年 \| 前762年 \| 前761年 \| 前760年 \| 前759年 \| 前758年 \| 前757年 \| 前756年 \| 前755年 \| 前754年                                                                                      |
| 纪年： | 壬午年（馬年）；周平王十二年；周攜王十二年；魯惠公十年；齊莊公三十六年；晉文侯二十二年；秦文公七年；楚蚡冒五年；宋武公七年；衛武公五十四年；陳平公十九年；蔡戴侯元年；曹繆公元年；鄭武公十二年；燕鄭侯六年 |